# Casa Betlla
La casa Betlla és una obra del municipi de Martorell (Baix Llobregat) inclosa en l'Inventari del Patrimoni Arquitectònic de Catalunya.

## Descripció
Es tracta d'un habitatge entre mitgeres estructurat en planta baixa i pis coberta amb teula àrab. La façana està arrebossada imitant el carreuat de les pedres. Destaca el gran nombre d'obertures, a la planta baixa hi ha dues finestres d'arcs de mig punt i una porta d'arc escarser suportada per pilastres amb capitells corintis força senzills. A la primera planta hi ha dues obertures allindanades, una d'elles amb barana de balustres de pedra.

## Història
Destaquem els capitells d'estil modernista, fets vers 1911 quan aquí es construí un habitatge. El 1950, però, es destruí i s'aprofitaren aquests elements escultòrics per a la nova construcció.